# Antonio Barrera de Irimo
Antonio Barrera de Irimo (Ribadeo, 1929 - Madrid, 2014) était un homme politique, professeur d’université, juriste et économiste espagnol.
Après une double formation de juriste et d’économiste, Barrera de Irimo enseigna les finances publiques dans les universités de Madrid et de Deusto. De convictions démocrates-chrétiennes, il mena carrière dans la haute fonction publique, avant de se voir confier par Carrero Blanco en juin 1973 le portefeuille des Finances. Sa gestion tendra à une libéralisation économique et bancaire accrue. Il remit sa démission en octobre 1974 en solidarité avec son confrère ministre Cabanillas Gallas, limogé par Franco et favorable, comme lui-même, à l’ouverture politique et économique. Par la suite, en plus de continuer à diriger la Telefónica, il déploya une activité d’administrateur d’entreprise, siégeant dans les conseils d’administration de grandes compagnies espagnoles (tant privées que publiques) et étrangères.

## Biographie

### Formation et activités universitaires
Natif de la petite ville galicienne de Ribadeo, aux confins des Asturies, Barrera de Irimo passa ses jeunes années au Pays basque ; en effet, issu d’une famille de la haute bourgeoisie intellectuelle, il avait pour père un ingénieur des mines réputé, professionnellement actif en Biscaye. Après des études primaires et secondaires dans un collège de Bilbao dirigé par des frères lasalliens, il obtint une licence en droit et une autre en économie à l’université de Deusto (dans les deux cas avec le prix d’excellence) et de Valladolid (à cette époque, l’université de Deusto ne pouvait émettre de titres universitaires valides, en raison de quoi les étudiants devaient faire homologuer leurs examens à Valladolid), avant d’être nommé professeur en finances publiques à Deusto, puis à l’université centrale de Madrid,,.

### Carrière dans la haute fonction publique
En 1954, classé premier de sa promotion au concours de recrutement, il entra dans le corps des Inspecteurs techniques du Sceau de l’État (en espagnol Inspectores Técnicos de Timbre del Estado, renommé entre-temps Corps des Inspecteurs des finances). En 1960, il fut désigné président de l’Institut d’études fiscales, combinant cette charge avec celle de secrétaire général technique du Trésor (1962-1965) auprès du ministère des Finances, mission à laquelle l’avait appelé le ministre de tutelle Mariano Navarro Rubio,,.
En tant que commandant appartenant au cadre de réserve (Escala de Complemento) du Corps juridique de la Marine,, il entretenait des liens étroits avec la Marine espagnole, en s’impliquant notamment dans quelques-unes de ses principales activités, telles que la radio maritime.

### Président de la Telefónica
En 1965, Barrera de Irimo fut nommé président de la Compañía Telefónica Nacional de España (ancêtre de l’actuelle Telefónica), fonction qu’il allait occuper dans un premier temps jusqu’à la crise ministérielle de 1969. Sa gestion se caractérisait par son efficacité et par l’innovation. Réussissant à incorporer à la Telefónica la province de Guipuscoa, îlot territorial resté jusque-là en marge de la zone d’opération de la firme, il parvint à rendre la compagnie véritablement nationale. Sa gestion fut pionnière aussi par l’internationalisation du service téléphonique offert, et par la mise en place de communications par satellite et par câbles sous-marins.

### Ministre des Finances (juin 1973-octobre 1974)
Apparenté politiquement, encore que sans attaches bien définies, au courant démocrate-chrétien d’Ángel Herrera Oria, il fut sollicité en juin 1973 par le président du gouvernement Luis Carrero Blanco d’assumer le portefeuille des Finances, mission à laquelle il se voua jusqu’à sa décision de démissionner en octobre 1974 en solidarité avec son confrère de l’Information et du Tourisme, Pío Cabanillas Gallas. Auparavant, au lendemain de l’assassinat de Carrero Blanco (le 20 décembre 1973), Barrera s’était vu confier par le nouveau président du gouvernement Carlos Arias Navarro la seconde vice-présidence du gouvernement,,, auquel titre il était censé coordonner la politique économique ; cependant, Barrera de Irimo s’aperçut bientôt que le nouveau président ne tenait aucun compte de ses avis avant de prendre ses décisions. Néanmoins, il poursuivit sa mission avec diligence, qu’il combinait avec ses fonctions de gouverneur pour l’Espagne du Fonds monétaire international et de la Banque mondiale.
Il est notable que Barrera de Irimo était l’un des deux ministres des Finances dans des gouvernements franquistes à avoir suivi (en plus d’une formation en droit) un cursus universitaire en sciences économiques dans des établissements d’enseignement supérieur de création récente (l’autre titulaire des Finances dans ce même cas de figure étant Alberto Monreal Luque, le reste des titulaires historiques ayant eu une formation de juriste ou d’ingénieur). Il faisait partie aussi du contingent de ministres du franquisme ayant reçu une instruction supérieure à l’université de Deusto, tenue par les jésuites depuis 1916.
Comme titulaire du portefeuille des Finances, il eut à faire face à la première crise pétrolière consécutive au troisième conflit israélo-arabe d’octobre 1973. Le 25 octobre 1974 (c’est-à-dire quatre jours avant sa démission), il annonça un ambitieux programme de libéralisation économique et de simplification administrative. C’est aussi à son initiative que fut votée la loi sur la réforme bancaire, qui permit, conformément à la visée de libéralisation de celle-ci, l’ouverture d’agences et la fixation des taux d'intérêt, autant de facteurs ayant favorisé l’expansion et de la solidité du secteur bancaire espagnol.
Se sentant proche du positionnement aperturiste (d’ouverture) incarné dans le cabinet d’Arias Navarro par le ministre de l’Information et du Tourisme Cabanillas Gallas, Barrera de Irimo remit sa démission lorsque celui-ci fut limogé fin octobre 1974 sur requête directe et personnelle de Franco. Du reste, ainsi qu’il ressort de son propre témoignage et de celui de témoins directs, ses rapports avec Arias Navarro s’étaient détériorés dès avant cette date, et l’évincement de Cabanillas Gallas, sans que cela eût été porté préalablement à la connaissance du vice-président Barrera de Irimo, suscita une critique acerbe de la part de celui-ci et son immédiate démission. En solidarité avec Cabanillas Gallas, un grand nombre de hauts fonctionnaires liés aux milieux réformistes annoncèrent également leur départ,. Certains ont vu dans cette cascade de démissions, survenue début novembre 1974 et jusque-là inédite, une connexité avec le plaidoyer tenus par les deux principaux protagonistes en faveur de ce que le prince Juan Carlos, substitut provisoire de Franco pour la durée de son hospitalisation, reste définitivement à la tête de l’État,,.
Le capital international considérant Barrera de Irimo comme figure emblématique de la modernisation économique en Espagne, sa défection eut un effet néfaste sur les investissements étrangers.

### Activités dans le privé
Après son départ du gouvernement, Barrera de Irimo non seulement garda ses fonctions au conseil d’administration de la Compañía Telefónica Nacional de España, mais participa également à la gestion d’autres entreprises espagnoles importantes, telles que la Banco Hispano Americano et la Fenosa. Il occupa la présidence du Grupo SEMA, de Bull España, de la S.A. Compañía General de Aguas (partie prenante du groupe Compagnie Générale des Eaux) (1991-1998), d’Autogrill España, de la Corporación Financiera Hispamer, d’Explosivos de Río Tinto, d’Aluminio de Galicia (lié à Pechiney), d’Urbis, de Standard Electric (ITT) et de Compañía Andaluza de Minas.
Il fut démis de ses fonctions à la Telefónica en 1983, peu après l’avènement du premier gouvernement de Felipe González et alors que la firme se trouvait sous la direction de Luis Solana. Un an auparavant, sous le gouvernement de Leopoldo Calvo-Sotelo, Barrera de Irimo avait conçu, à la faveur du Plan national de l’industrie électronique, une proposition de holding qui aurait permis d’agglutiner à la Telefónica plusieurs entreprises publiques, mais qui avait suscité un jugement défavorable de la part de différents secteurs de la nouvelle économie espagnole privée, en particulier de la part du secteur bancaire.

## Hommages
- Grand-croix de l'ordre d'Isabelle la Catholique

Décédé à Madrid en septembre 2014, Barrera de Irimo était récipiendaire de la grand-croix des ordres de Charles III, d’Isabelle la Catholique, du Mérite civil, du Mérite naval, du Mérite militaire et du Mérite touristique, et des Légions d’honneur de la république française, de la république italienne, du Brésil, du Nicaragua, du Paraguay et du Venezuela.